# Histioteuthis corona
Histioteuthis corona é uma espécie de molusco pertencente à família Histioteuthidae.
A autoridade científica da espécie é N. Voss & G. Voss, tendo sido descrita no ano de 1962.
Trata-se de uma espécie presente no território português, incluindo a zona económica exclusiva.